# Birgitt Austermühl
Birgitt Austermühl (* 8. Oktober 1965 in Kassel) ist eine ehemalige deutsche Fußballspielerin.

## Karriere

### Vereine
Die 171 cm große Austermühl begann das Fußballspielen 1971 in der G-Jugendmannschaft des VfB Kassel – gemeinsam mit Jungen und erteilter Sondergenehmigung. Danach spielte sie für den FSC Lohfelden, den FSV Frankfurt und erneut den FSC Lohfelden. Zur Saison 1990/91 wechselte sie zum TSV Battenberg, für den sie bis Saisonende 1991/92 spielte. Danach wechselte sie zum TSV Jahn Calden, bevor sie zur Saison 1994/95 vom FSV Frankfurt verpflichtet wurde. Am Saisonende schloss ihr Verein die Gruppe Süd in der seinerzeit zweigleisigen Bundesliga als Erstplatzierter ab, was die Qualifikation zur Teilnahme an der Endrunde um die Deutsche Meisterschaft nach sich zog. Mit dem 2:0-Sieg über Grün-Weiß Brauweiler am 14. Mai 1995 in Pulheim gewann sie ihren ersten Titel. Der zweite folgte am 24. Juni 1995 im Olympiastadion Berlin beim 3:1-Finalsieg über den TSV Siegen, der dritte am 5. August 1995 in Düsseldorf beim 4:0-Sieg über den TSV Siegen im Spiel um den DFB-Supercup und der vierte am 25. Mai 1996 erneut im Olympiastadion Berlin beim 2:1-Sieg über den SC Klinge Seckach im Wettbewerb um den DFB-Pokal.

### Auswahl-/Nationalmannschaft
Als Spielerin der Auswahlmannschaft des Hessischen Fußball-Verbandes nahm sie am Wettbewerb um den Länderpokal teil. Mit Siegen über die Auswahlmannschaften des Fußball- und Leichtathletik-Verbandes Westfalen (1990: 4:0, 1992: 1:0), des Bayerischen Fußball-Verbandes (1991: 6:0), des Fußball-Verbandes Mittelrhein (1994: 3:0) und des Badischen Fußballverbandes (1995: 2:0) gewann sie diesen fünfmal.
Für die A-Nationalmannschaft bestritt sie im Zeitraum von 1991 bis 1996 58 Länderspiele, in denen ihr zwei Tore gelangen. Sie debütierte am 25. September 1991 in Mosonmagyaróvár beim 2:0-Sieg im Testspiel gegen die Nationalmannschaft Ungarns. Ihren letzten Einsatz als Nationalspielerin hatte sie am 25. Juli 1996 während des olympischen Fußballturniers im letzten Spiel der Gruppe F beim 1:1 gegen die Nationalmannschaft Brasiliens.
Sie gehörte zum Aufgebot bei der Weltmeisterschaftspremiere 1991 und der zweiten Auflage 1995, nahm an der Europameisterschaft 1993 und 1995 teil.

## Erfolge
Nationalmannschaft
- Weltmeisterschafts-Finalist 1995, Vierter 1991
- Europameister 1995, Vierter 1993

Auswahlmannschaft
- Länderpokalsieger 1990, 1991, 1992, 1994, 1995

FSV Frankfurt
- Deutscher Meister 1995
- DFB-Pokal-Sieger 1995, 1996
- DFB-Supercup-Sieger 1995
- DFB-Hallenpokal-Sieger 1995

## Auszeichnung
Für den Gewinn der Europameisterschaft und der Vizeweltmeisterschaft im Frauenfußball, beides 1995, wurde sie mit dem Silbernen Lorbeerblatt ausgezeichnet.